# نارینه مالیان
نارینه هنریکی مالیان (ارمنی: Նարինե Հենրիկի Մալյան؛  ۱۱ نوامبر ۱۹۶۰) یک کارگردان نمایش اهل ارمنستان است. وی از سال میلادی تاکنون مشغول فعالیت بوده است.

## زندگی‌نامه
وی در ۱۱ نوامبر ۱۹۶۰ در ایروان به دنیا آمد و از دانشگاه دولتی علوم پرورشی خاچاطور آبوویان ارمنستان فارغ‌التحصیل شد. وی دختر هنریک مالیان می‌باشد. وی همچنین برندهٔ جوایزی همچون چهره هنری شایسته جمهوری ارمنستان شده است.

## یادداشت
1. ↑  բեմադրիչ